# Нолька (Йошкар-Олинський міський округ)
Нолька́ (рос. Нолька, марій. Нольо) — селище у складі Йошкар-Олинського міського округу Марій Ел, Росія. Фактично є адміністративним центром Сидоровського сільського поселення Медведевського району.

## Населення
Населення — 468 осіб (2010; 475 у 2002).
Національний склад (станом на 2002 рік):
- росіяни — 68 %